# Ferrovia Bjørnfjell-Luleå
La ferrovia Bjørnfjell–Luleå, anche nota come Malmbana (ossia "linea dei minerali"), è una linea ferroviaria svedese di proprietà statale, parte della Malmbanan che collega Narvik a Luleå. 

## Nome
Sebbene il nome Malmbana sia utilizzato convenzionalmente per designare l'intera tratta da Narvik, solo la parte svedese è ufficialmente così denominata, mentre la parte norvegese prende il nome di Ofotbana. L'uso comune del termine per indicare l'intera tratta ha giustificazioni funzionali, storiche ed operative, dal momento che simboleggia la continuità funzionale del servizio minerario che, dai giacimenti ferrosi di Kiruna e Malmberget, confluisce verso i due sbocchi portuali.

## Storia
La costruzione della linea è saldamente legata, come suggerisce il suo nome, all'industria mineraria. Le prime proposte per il miglioramento dei collegamenti del Norrbotten col golfo di Botnia risalgono al 1826, quando venne approvata dal parlamento una proposta, poi culminata in un nulla di fatto, per la costruzione di un canale navigabile e di una ferrovia fino a Gällivare. Nel 1882 la Sveriges och Norges Järnvägar AB, con capitali svedesi ed inglesi, ottiene l'autorizzazione per la costruzione di una linea ferroviaria, la Gällivarebana, che verrà completata nel 1888 tra molte difficoltà, finanziarie e metereologiche, e successivamente inaugurata tra il 1891 e il 1892. La costruzione della linea avviene infatti nelle more di un più grande progetto che prevedeva la costruzione di una linea che collegasse l'Ofotenfjord con Haparanda, ma il progetto fu emendato in modo da consentire lo sfruttamento dei giacimenti per finanziare l'avanzamento dei cantieri. Nel frattempo, nel 1883 erano cominciati anche i lavori propedeutici sul lato norvegese della linea da Fagernes in direzione Riksgränsen, anche se già nel 1885 il capolinea fu spostato a Narvik.
Originariamente, il collegamento fra Gällivare e Kiruna era considerato "un male necessario", perché il traffico di minerale ferroso era previsto in due distinti itinerari, e cioè da Gällivare verso Luleå e da Kiruna verso Fagernes/Narvik. I lavori per il raggiungimento di Kiruna cominciarono nel 1888 ma si arrestarono subito dopo, e nel 1891 il governo svedese acquistò la proprietà dell'infrastruttura finora realizzata. Nel 1894 la Stambana genom övre Norrland raggiunge Boden, collegando quindi la Malmbana al resto della rete ferroviaria svedese. Le SJ nel 1898 ordinarono la prosecuzone dei lavori sulla Riksgränsbana per collegare Gällivare a Riksgränsen via Kiruna, che aprì provvisoriamente al traffico nel 1899. Narvik venne infine raggiunta nel 1902.
La Malmbana fu la prima linea linea di proprietà statale in Svezia ad essere elettrificata: i lavori, effettuati da ASEA in collaborazione con Siemens, vennero consegnati alle SJ nel 1915.

## Caratteristiche
|  |  | Continuation backward |

|  |  | Station on track |

|  |  | Unknown route-map component "STR+GRZq" |

| 41+94    |
| 1542+573 |

|  |  | Stop on track |

|  |  | Stop on track |

|  |  | Station on track |

|  |  | Stop on track |

|  |  | Station on track |

|  |  | Station on track |

|  |  | Stop on track |

|  |  | Stop on track |

|  |  | Non-passenger station/depot on track |

|  |  | Non-passenger station/depot on track |

|  |  | Non-passenger station/depot on track |

|  |  | Non-passenger station/depot on track |

|  |  | Non-passenger station/depot on track |

|  |  | Non-passenger station/depot on track |

|  |  | Non-passenger station/depot on track |

|  |  | Non-passenger station/depot on track |

|  |  | Unknown route-map component "KRWgl+l" | Unknown route-map component "KRW+r" |  |

|  |  | Straight track | Unknown route-map component "KBHFxe" |  |

|  |  | Straight track | Unknown route-map component "exBHF" |  |

|  |  | Non-passenger station/depot on track | Unknown route-map component "exSTR" |  |

|  |  | Unknown route-map component "eKRWg+l" | Unknown route-map component "exKRWr" |  |

|  |  | Unknown route-map component "KRWgl+l" | Unknown route-map component "KRW+r" |  |

|  |  | Straight track | Unknown route-map component "KMW" |  |

| 1405+705 |
| 1+183    |

|  |  | Straight track | Non-passenger station/depot on track |  |

|  |  | Straight track | Non-passenger station/depot on track |  |

|  |  | Straight track | Non-passenger station/depot on track |  |

|  |  | Straight track | Non-passenger end station |  |

|  |  | Non-passenger station/depot on track |

|  |  | Non-passenger station/depot on track |

|  |  | Stop on track |

|  |  | Non-passenger station/depot on track |

|  |  | Stop on track |

|  |  | Station on track |

|  |  | Non-passenger station/depot on track |

|  |  | Non-passenger station/depot on track |

|  |  | Non-passenger station/depot on track |

|  |  | Non-passenger station/depot on track |

|  |  | Straight track | Non-passenger head station |  |

|  |  | Unknown route-map component "KRWgl+l" | Unknown route-map component "KRWr" |  |

|  | Unknown route-map component "CONTgq" | Unknown route-map component "ABZg+r" |  |  |

|  |  | Station on track |

|  |  | Straight track | Non-passenger head station |  |

|  |  | Unknown route-map component "KRWg+l" | Unknown route-map component "KRWr" |  |

| 0+000    |
| 1302+590 |

|  |  | Non-passenger station/depot on track |

|  |  | Non-passenger station/depot on track |

|  |  | Non-passenger station/depot on track |

|  |  | Non-passenger station/depot on track |

|  |  | Station on track |

|  |  | Non-passenger station/depot on track |

|  |  | Non-passenger station/depot on track |

|  |  | Station on track |

|  |  | Non-passenger station/depot on track |

|  |  | Non-passenger station/depot on track |

|  |  | Non-passenger station/depot on track |

|  |  | Non-passenger station/depot on track |

|  |  | Non-passenger station/depot on track |

|  |  | Non-passenger station/depot on track |

|  |  | Non-passenger station/depot on track |

|  |  | Non-passenger station/depot on track |

|  |  | Unknown route-map component "ABZg+l" | Unknown route-map component "CONTfq" |  |

|  |  | Non-passenger station/depot on track |

|  |  | Unknown route-map component "KRWgl" | Unknown route-map component "KRW+r" |  |

|  |  | Station on track | Straight track |  |

|  | Unknown route-map component "CONTgq" | Unknown route-map component "ABZgr" | Straight track |  |

|  |  | Unknown route-map component "KRWg+l" | Unknown route-map component "KRWr" |  |

|  |  | Unknown route-map component "BSTeBHF" |

|  |  | Non-passenger station/depot on track |

|  |  | Non-passenger station/depot on track |

|  |  | Non-passenger station/depot on track |

|  |  | Station on track |

|  |  | Non-passenger station/depot on track |

|  |  | Station on track |

|  |  | End station |